# Felsenkapelle (Matrei in Osttirol)

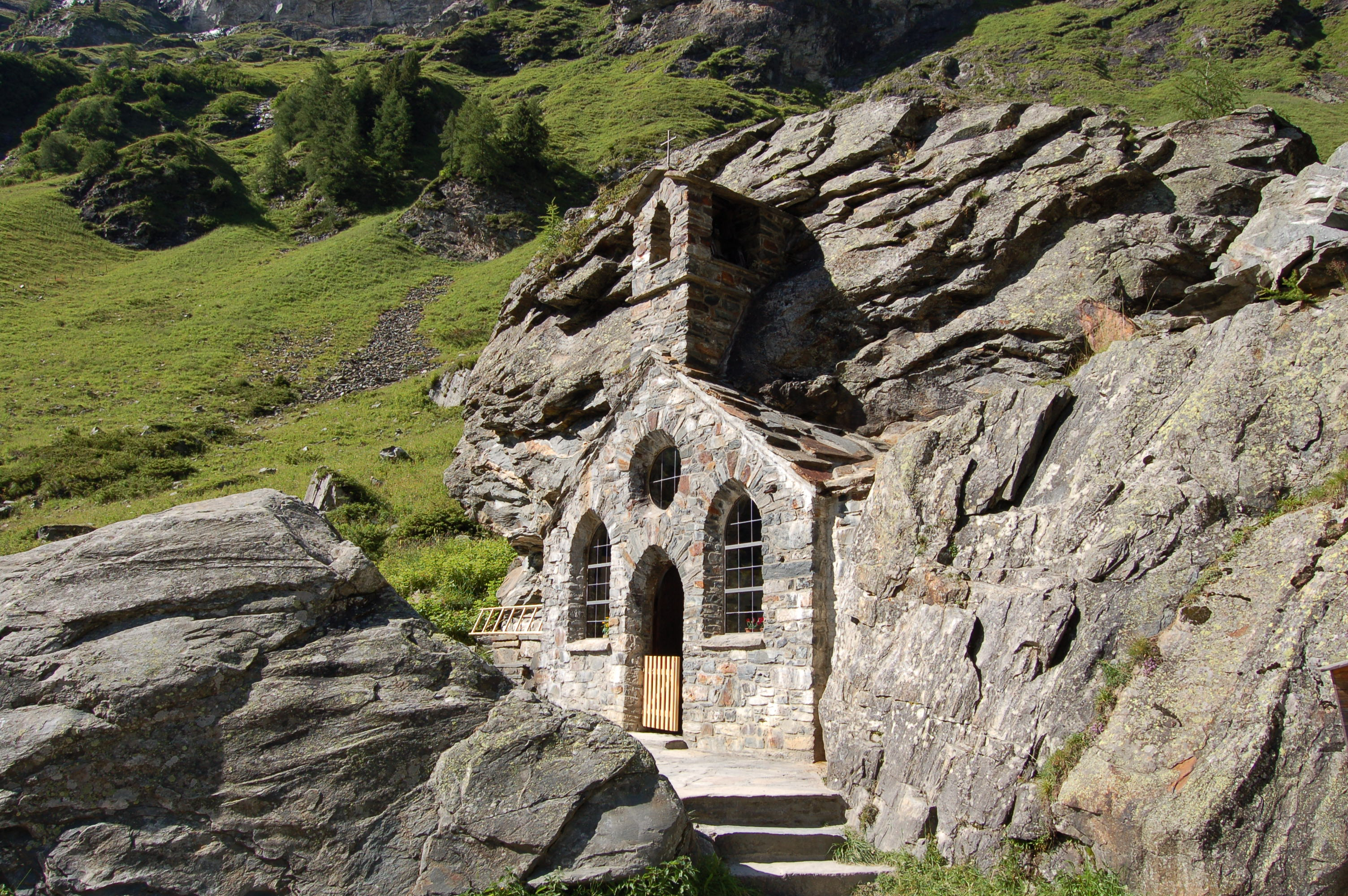
Die Felsenkapelle von außen

Die Felsenkapelle, auch Kapelle Mariä Geburt, Gschlöß-Kapelle oder Maria-Schnee-Kapelle ist eine Kapelle in Matrei in Osttirol und eines der denkmalgeschützten Objekte der Gemeinde.

## Lage

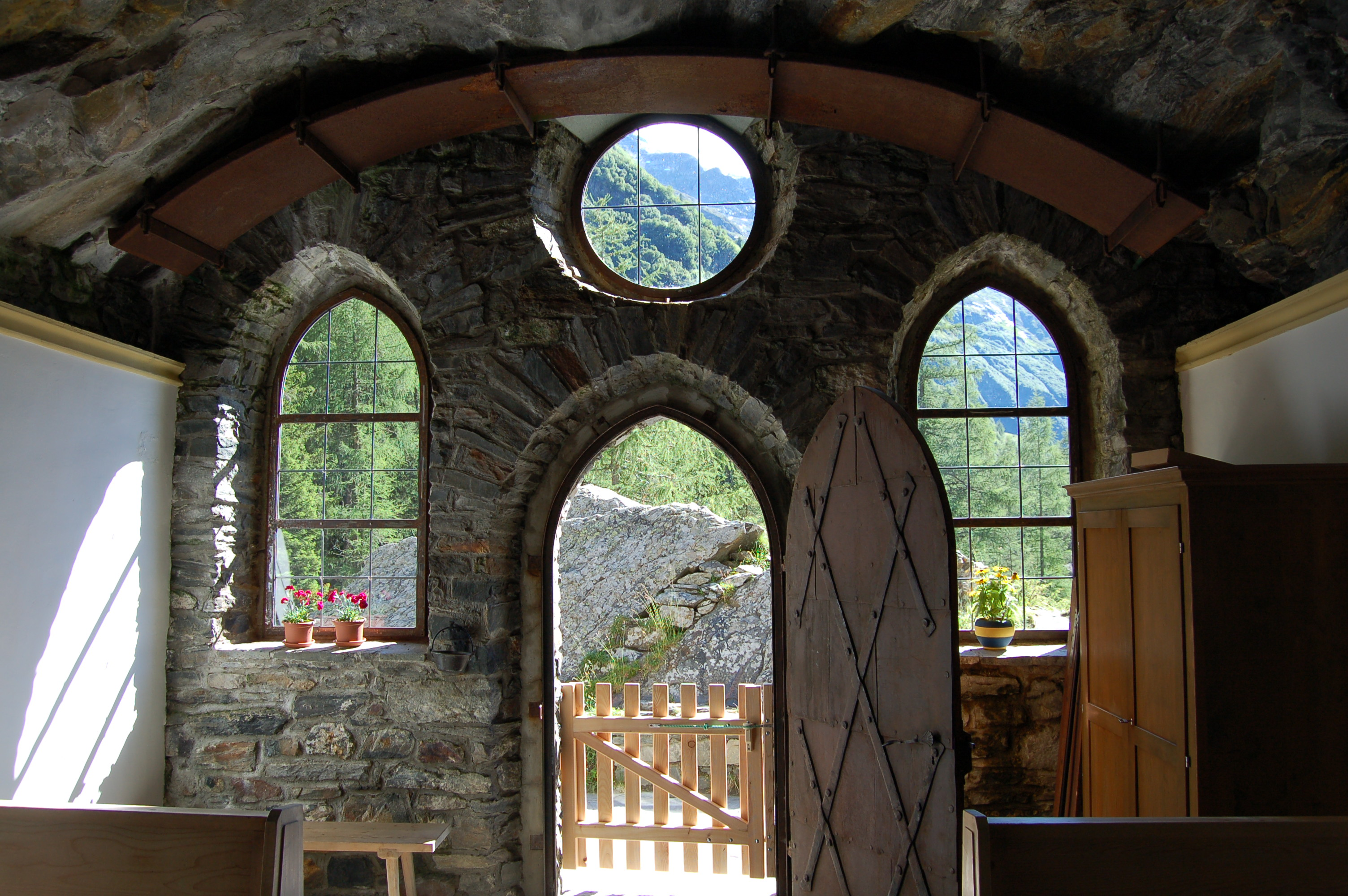
Blick durch die Giebelmauer nach außen

Die Felsenkapelle liegt im Gschlößtal im Norden der Gemeinde Matrei in Osttirol (Katastralgemeinde Matrei in Osttirol Land) in einer Höhe von rund 1690 m ü. A. Sie befindet sich am linken Ufer des Gschlößbaches am Fahrweg zwischen den Almsiedlungen Innergschlöß und Außergschlöß, die jeweils etwas mehr als einen halben Kilometer entfernt sind. Die Felsenkapelle gehört zur Fraktion Tauer, wobei sich der Ort Tauer mit dem Matreier Tauernhaus rund drei Kilometer weiter östlich befindet.

## Geschichte
Der Sakralbau im Gschlößtal geht auf eine Kapelle zurück, die 1688 von den Almbesitzern des Tals errichtet wurde. Da das Erzbistum Salzburg jedoch Zweifel am Sinn einer Kapelle in dieser Gegend hatte, wurde der Erzpriester von Gmünd in Kärnten um eine Stellungnahme gebeten. Der Erzpriester, dem die Aufsicht über die Pfarren im zu Salzburg gehörigen Teil Osttirols oblag, zeigte sich wegen des Kirchenbaus skeptisch und prangerte das „liederliche“ Leben der Almbewohner an. Vor allem die unehelichen Schwangerschaften wurden von ihm kritisiert. Die Salzburger Kirchenbehörde verbot daraufhin den Bau der Kapelle. Diese war jedoch bereits von den Almbesitzern aus eigenen Mitteln beinahe fertiggestellt worden. Dies und der hohe Zuspruch, den die Kapelle fand, veranlasste die Kirchenbehörde schließlich, die Zustimmung zur Kapelle zu geben.
Die ursprüngliche Kapelle befand sich an einer lawinengefährdeten Stelle und wurde zwei Mal durch einen Lawinenabgang zerstört. Daraufhin wurde die Kapelle 1870 in einen mächtigen Felsblock verlegt, dessen natürliche Höhle zu einem Natursteingewölbe erweitert wurde. Die Erteilung der Messlizenz erfolgte 1880. Zwischen 1969 und 1970 wurde die Kapelle renoviert und am 6. September 1970 neu geweiht.

## Bauwerk

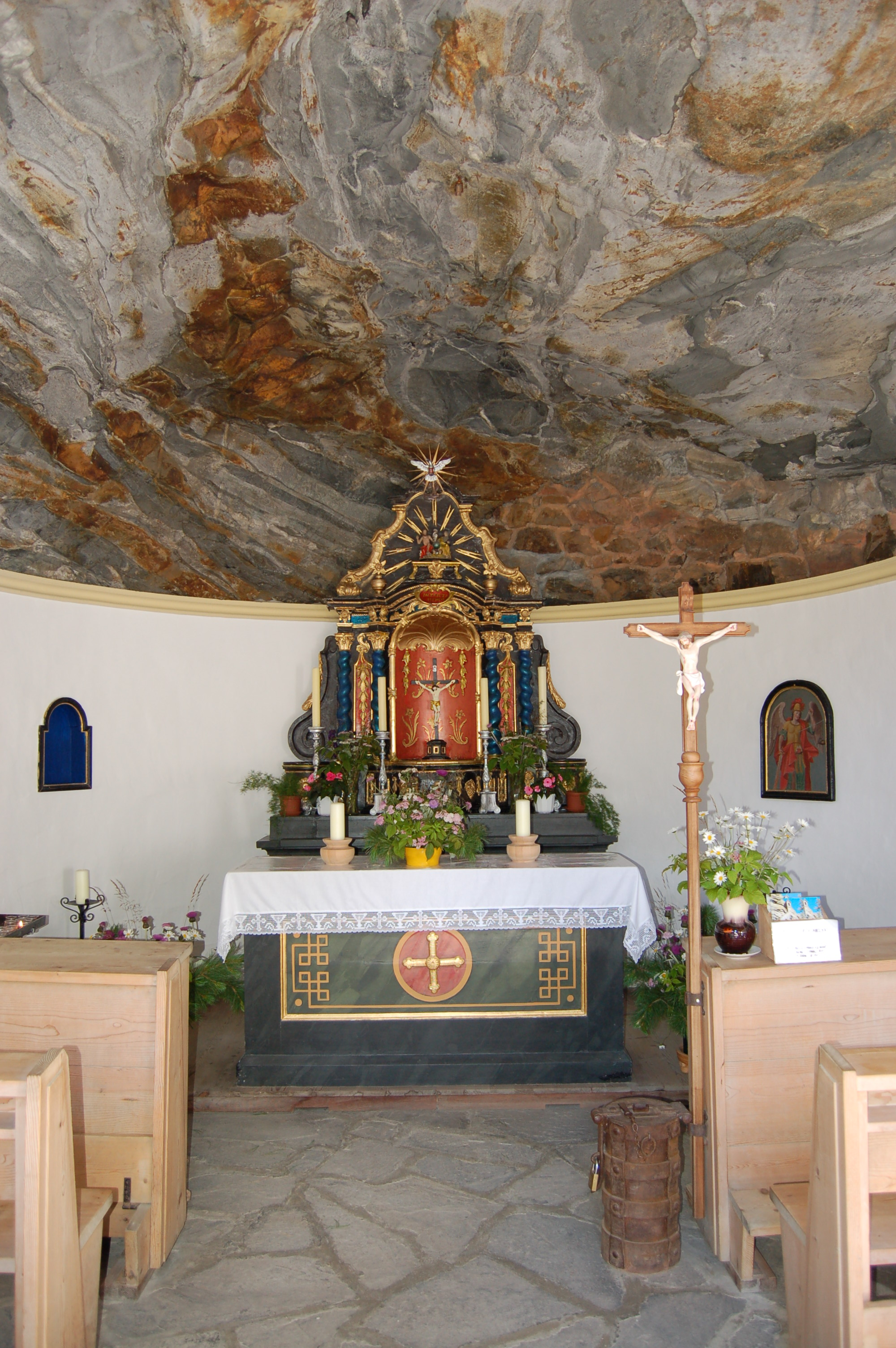
Altar der Felsenkapelle

Die Kapelle wurde in, beziehungsweise unter einem Felsblock eingerichtet, dem eine Turmfassade aus Feldsteinen vorgestellt wurde. Die Giebelwand wird von einem Spitzbogenportal, zwei Spitzbogenfenstern sowie einem Rundfenster über dem Eingangsportal durchbrochen und besitzt ein kurzes, steingedecktes Satteldach und einen steinernen Turm mit drei spitzbogigen Schallfenstern. Der Turmabschluss wird durch ein flaches Satteldach mit einem Kreuz gebildet.
Das Innere der Kapelle wird vom Natursteingewölbe geprägt, das eine tonnenartige Wölbung besitzt. Die Innenwände sind bis zur Wölbung verputzt, der Fußboden mit Natursteinplatten belegt. In der um eine Stufe erhöhten Apsis befindet sich ein Holzaltar mit dunkler Marmorierung und Vergoldungen. Er beherbergt eine Muschelkonche mit einem hölzernen Stehkreuz aus dem Ende des 19. Jahrhunderts; im Auszug befindet sich eine Darstellung der Heiligen Dreifaltigkeit. Weitere Einrichtungsgegenstände sind unter anderen ein schmiedeeiserner Opferstock, ein Gemälde des Erzengels Michael aus dem 18. Jahrhundert und eine Alabaster-Marienfigur unter einem Kruzifix, das sich schon in der ursprünglichen Kapelle befand.